# Ophthalmotilapia heterodonta
Ophthalmotilapia heterodonta és una espècie de peix de la família dels cíclids i de l'ordre dels perciformes, endèmic del nord del llac Tanganyika (Àfrica).
Els adults poden assolir 14,4 cm de longitud. És una espècie de clima tropical entre 24 °C-26 °C de temperatura i entre 2-10 m de fondària.